# Xylotrechus aureounifasciatus
Xylotrechus aureounifasciatus là một loài bọ cánh cứng trong họ Cerambycidae.